# Niihau
Niihau (o seu nome oficial é Ni‘ihau) é uma ilha do Havaí, possuindo uma área de 179,9 km². O pico Pānīʻau é o ponto mais alto da ilha, com seus 381 metros de altitude. É parte do estado norte-americano do Havaí, mas as terras são propriedade dos descendentes de Elizabeth Sinclair, que comprou a ilha do Reino do Havaí em 1864. Possuía 84 habitantes conforme o censo de 2020, sendo que a maioria são nativos havaianos, que falam um distinto dialeto da língua havaiana, com o inglês apenas como segunda língua (um caso único entre as ilhas havaianas), e vivem numa economia de subsistência agrícola e pesqueira.